# Никола Мандушев
Никола Г. Мандушев е български общественик, деец на Българското възраждане в Източна Македония.

## Биография
Никола Мандушев е роден в 1838 година в Неврокоп, тогава в Османската империя. Дълги години е член на българската община и училищното настоятелство в Неврокоп. Подпомага българското просветно дело в района, а след 1860 година е учител в Неврокоп. Подпомага читалище „Зора“ и издържа бедни ученици, учещи в чужбина. Участва в Народния събор в Гайтаниново в 1869 година, издигнал искане за учредяване на българска Неврокопско-Мелнишка-Драмска-Сярска епархия. В 1871 година след учредяването на Българската екзархия събира хиляди подписи за присъединяване на Неврокопско към българската църковна институция и ги предава в Цариград на д-р Стоян Чомаков. Там се среща с руския посланик граф Игнатиев и му връчва молба на съгражданите си да им бъдат изпратени славянски книги. Включва се в дейността на учителското дружество „Просвещение“. Временен дописник е на вестник „Македония“.
Подложен е на преследвания от страна на гъркоманите и на властите. Разорен, емигрира в София, където умира в 1923 година.
Името му носи улица в град Гоце Делчев. Негови роднини са Димитър и Константин Мандушеви (братя), ученици в Одеската семинария през 1862 година.
Баща е на общественика Борис Мандушев.